# زمین‌لرزه فوریه ۱۹۷۶ گواتمالا
زمین‌لرزه گواتمالا  در تاریخ ۴ فوریه ۱۹۷۶ میلادی، برابر با ‎۱۵ بهمن ۱۳۵۴، ساعت ۹:۳۰:۲۹ به زمان یوتی‌سی در گواتمالا رخ داد. ژرفای این زلزله ۶۰٫۴ کیلومتر بود. بزرگی آن ۵٫۴ در مقیاس Mb اعلام شده‌است. زمین‌لرزه به وقت محلی در روز چهارشنبه، ساعت ۳ روی داده و منطقه زمانی آن یوتی‌سی -۶ بوده‌است .
سازمان زمین‌شناسی آمریکا نیز رومرکز این زمین‌لرزه را در مختصات ۱۴°۵۶′۳۵″شمالی ۹۰°۳۳′۴۳″غربی / ۱۴٫۹۴۳°شمالی ۹۰٫۵۶۲°غربی و ژرفای آن را در ۵ کیلومتر گزارش کرده‌است. بزرگی برگزیدهٔ این سازمان از میان بزرگی‌های محاسبه شدهٔ مختلف ۵٫۴ در مقیاس Mb بوده و از دید اثر، در میان سه دسته‌بندی «نامحسوس»، «محسوس»، «زیان‌آور» یا «با تلفات»، زلزله را «با تلفات» اعلام کرده‌است.